# 硫属元素取代的碳族含氧酸盐
硫属元素取代的碳族含氧酸（英语：Chalcogenidotetrelates）是一种含有碳族元素和氧族元素构成的阴离子的化合物，它是硫属元素取代的金属酸盐的一类。其中，𫓧的化合物是未知的，而碳由于难与硫属元素形成四根化学键（如原碳酸盐）而与本族其它元素有很大差异。

## 合成及结构
这类化合物可由相应的硫属化物直接加热制得，如高温得到熔盐。它们也可通过在胺]或有机溶剂中以较低温度结晶出来。
它们可以形成多样的结构，从零维的简单四面体、簇或超四面体，到一维的链、二维的面或可能有孔三维的网络结构都是已知的。

### 分类
| 硫属元素 |                  | 硫属元素取代的碳酸盐 | 硫属元素取代的硅酸盐 | 硫属元素取代的锗酸盐 | 硫属元素取代的锡酸盐 | 硫属元素取代的铅酸盐 |
| 氧       | 碳族含氧酸盐     | 碳酸盐               | 硅酸盐               | 锗酸盐               | 锡酸盐               | 铅酸盐               |
| 硫       | 硫代碳族含氧酸盐 | 硫代碳酸盐           | 硫代硅酸盐           | 硫代锗酸盐           | 硫代锡酸盐           | 硫代铅酸盐           |
| 硒       | 硒代碳族含氧酸盐 | 硒代碳酸盐           | 硒代硅酸盐           | 硒代锗酸盐           | 硒代锡酸盐           | 硒代铅酸盐           |
| 碲       | 碲代碳族含氧酸盐 | 碲代碳酸盐           | 碲代硅酸盐           | 碲代锗酸盐           | 碲代锡酸盐           | 碲代铅酸盐           |

混合硫属元素取代的化合物也是已知的。

## 延伸阅读
- Laitinen, Risto; Oilunkaniemi, Raija. . Walter de Gruyter GmbH & Co KG. 1 April 2019: 357–381. ISBN 978-3-11-052934-0 （英语）.